# Computer-generated imagery
Computer-generated imagery (eller CGI) bruges om computerskabte special effects i film, eksempelvis dinosaurerne i Steven Spielbergs Jurassic Park (1993), der var det afgørende gennembrud for brugen af CGI.

## Tidlige film med CGI-effekter
- Westworld (1973)
- Futureworld (1976)
- Star Wars (1977)
- Tron (1982)
- The Last Starfighter (1984)
- Young Sherlock Holmes (1985)
- The Abyss (1989)
- Skønheden og udyret (1991)
- Terminator 2: Judgment Day (1991)
- Jurassic Park (1993)